# Прада (Болоња)
Прада (итал. Prada) је насеље у Италији у округу Болоња, региону Емилија-Ромања.
Према процени из 2011. у насељу је живело 24 становника. Насеље се налази на надморској висини од 797 м.